# Wests Tigers
Wests Tigers es un equipo profesional de rugby league de Australia con representando al oeste y el occidente de Sídney.
Participa anualmente en la National Rugby League, la principal competición de la disciplina en el país.
El equipo hace como local en el Leichhardt Oval, con una capacidad de 20 000 espectadores.

## Historia
El club fue fundado en 1999, naciendo de la unión de los Balmain Tigers y los Western Suburbs Magpies, producto de la Guerra de la Super League.
El equipo participó por primera vez en la liga en la temporada 2000 finalizando en la 10° posición.
Durante su historia, el club ha logrado 1 campeonato nacional en la temporada 2005.
En 2006 participó en el World Club Challenge siendo derrotados por 30 a 10 por los Bradford Bulls.

## Palmarés

### Torneos mundiales
- Subcampeón World Club Challenge (1): 2006

### Torneos nacionales
- National Rugby League[2] (1): 2005.